# Tails Adventure
Tails Adventure (укр. Пригода Тейлза) — відеогра у жанрі платформер, спін-оф до серії Sonic the Hedgehog, розроблена Aspect та видана Sega для кишенькової ігрової системи Sega Game Gear. Це третя й остання гра, після Tails and the Music Maker для Sega Pico та Tails' Skypatrol для Sega Game Gear, головним героєм якої виступає лисеня Тейлз. Є однією з семи ігор серії Sonic the Hedgehog, у назві яких немає слова «Sonic». Вперше була випущена в Японії 22 вересня 1995 року під назвою Tails Adventures (яп. テイルスアドベンチャー, Тейрусу Адобентя:, укр. Пригоди Тейлза). У вересні та листопаді цього ж року була випущена в Європі та США відповідно. У цих регіонах гра мала назву Tails Adventure, хоча в її заставці було написано саме «Tails Adventures». Японська версія має інший сюжет, ніж американо-європейська, але різниця полягає лише в різних описах передісторії в керівництві до гри, самі ж ігри однакові.
Пізніше гра була перевидана на гральну консоль PlayStation 2 як частина збірки Sonic Gems Collection, а також на GameCube та IBM PC як міні-гра в грі Sonic Adventure DX: Director's Cut.
Сюжет розповідає про пригоди лисеняти на ім'я Тейлз до його знайомства з Соніком (за японською версії гри). Гра являє собою типову «бродилку»-платформер і відрізняється від основної лінійки ігор про Соніка: Тейлз ходить по рівнях і кидає у ворогів ручні бомби. Вбивати ворогів дотиком у стрибку, робити «spin dash» і виконувати інші характерні для серії Sonic the Hedgehog прийоми лисеня не може, але збережена здатність короткочасного польоту на хвостах. Ворогами Тейлз виступає пташина армія Кукко. У міру проходження гравець знаходить Смарагди Хаосу, нову зброю і т. д.

## Різниця сюжетів

### Японська версія

Заставка гри.

У південній частині Тихого океану розташований крихітний кораловий острів Cocoa Island (укр. Острів Какао), на якому, за чутками, знаходяться легендарні Смарагди Хаосу. На цьому острові, до свого знайомства з їжаком Соніком, жив Тейлз. Одного разу, коли він відпочивав у лісі, на острів напала армія Кукко, з метою добути Смарагди Хаосу і з їх допомогою завоювати світ. Тейлз, бачачи це, вирушає у свою майстерню, щоб приготуватися до боротьби.

### Американо-європейська версія
Сонік і Тейлз уже знайомі, але після попередньої пригоди вони вирішили відпочити. Тейлз вирушив на острів Tails Island, але незабаром острів піддається нападу Кукко. Тейлз вирішив зупинити цю армію птахів і запобігти завоюванню острова.

## Роботи

Приклад ґеймплею — Тейлз підірвав бомбою птицю.

У грі є мініатюрний дистанційно керований робот, побудований за подобою Тейлза. Робот дуже малий, а тому може проникнути в місця, недоступні для проходження Тейлзу. При грі за робота, управління перемикається на нього. Робот може ходити, стрибати, літати, невразливий до шипів і більшості ворогів, але вразливий для спеціального синього лазера. При попаданні під промінь лазера, робот повертається до Тейлза. Багато головоломок у грі можуть бути вирішені лише за допомогою робота.
Під водою Тейлз переміщається на міні-підводному човні «Sea Fox» з гри Sonic Triple Trouble, управління якої багато в чому схоже з управлінням роботом. На відміну від більшості інших ігор серії Sonic the Hedgehog, запас повітря нескінченний, і лисеня може перебувати під водою необмежено довго. Міні-підводний човен також має власну зброю різних видів, включаючи кулемет, самонавідні торпеди, генератори силового поля та ракетні прискорювачі, що дозволяють літати.

## Вороги
Армія Кукко складається з птахів в обладунках, розумних роботів і літаків-безпілотників, базується у величезній літаючій фортеці. Серед іншого армія охоплює:
- Великий Кукко 15-й, диктатор і головнокомандувач. Останній бос у грі.
- Великий Кукко 16-й «Спіді», син Кукко 15-го. Може носити зброю, озброєний бластером, забезпечений реактивними двигунами. У грі з'являється як бос двічі.
- Доктор Фукуроку, головний інженер армії Кукко. Перший бос, в літаючій фортеці, влаштовує для Тейлза пастки з шипами та лазерами.

## Адаптації
Сюжет Tails Adventure був адаптований у коміксі Sonic Universe від Archie Comics (№ 17-20, арка «The Tails Adventure» aka «Trouble in Paradise»), де сюжет був ближче до західної версії гри.